# Campeonato Mundial de Atletismo de 2011 - Lançamento de martelo masculino

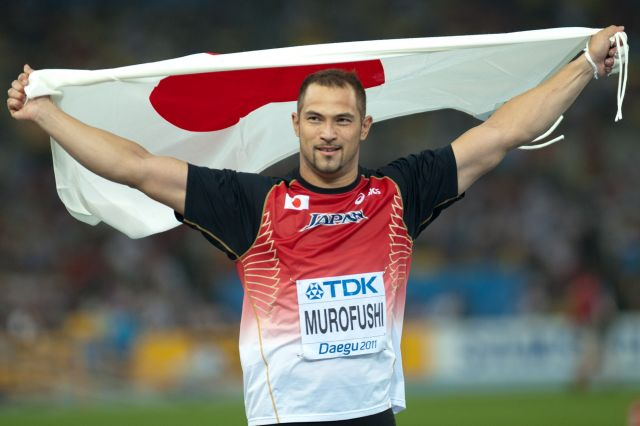
Kōji Murofushi após conquistar a medalha de ouro.

O arremesso de martelo masculino do Campeonato Mundial de Atletismo de 2011 foi disputada entre os adias 27 e 29 de agosto  no Daegu Stadium, em Daegu

## Recordes
Antes desta competição, os recordes mundiais e do campeonato nesta prova eram os seguintes:
| Tipo                  | Atleta       | Distância | Local     | Data                 | Ref |
| --------------------- | ------------ | --------- | --------- | -------------------- | --- |
|                       | Yuriy Sedykh | 86,74     | Stuttgart | 30 de agosto de 1986 | ver |
| Recorde do campeonato | Ivan Tsikhan | 83,89     | Helsinque | 8 de agosto de 2005  | ver |

## Medalhistas
| Ouro                 | Prata                | Bronze              |
| Kōji Murofushi (JPN) | Krisztián Pars (HUN) | Primož Kozmus (SLO) |

## Cronograma
| Data         | Hora  | Evento        |
| ------------ | ----- | ------------- |
| 27 de agosto | 20:30 | Primeira fase |
| 29 de agosto | 19:10 | Final         |

Todos os horários são horas locais (UTC +9)

## Resultados

### Primeira fase
Qualificação: Desempenho de qualificação 77,00 m (Q) ou pelo menos 12 melhores (q) avançam para a final. 
| Colocação | Atleta                 | Nacionalidade  | Distância    | Testes  | Testes  | Testes  | Testes |
|           |                        |                |              | Teste 1 | Teste 2 | Teste 3 |        |
| --------- | ---------------------- | -------------- | ------------ | ------- | ------- | ------- | ------ |
| 1         | Kōji Murofushi         | Japão          | 78,56 m (SB) | 78.56   |         |         |        |
| 2         | Krisztián Pars         | Hungria        | 77,21 m      | 77.21   |         |         |        |
| 3         | Szymon Ziólkowski      | Polónia        | 77,19 m      | -       | 77.19   |         |        |
| 4         | Dilshod Nazarov        | Tajiquistão    | 76,93 m      | 75.34   | 75.17   | 76.93   |        |
| 5         | Olli-Pekka Karjalainen | Finlândia      | 76,60 m (SB) | x       | 75.09   | 76.60   |        |
| 6         | Kirill Ikonnikov       | Rússia         | 75,36 m      | 75.36   | x       | x       |        |
| 7         | Ali Mohamed al-Zinkawi | Kuwait         | 75,35 m      | 75.35   | x       | x       |        |
| 8         | Kibwe Johnson          | Estados Unidos | 75,06 m      | 75.06   | x       | x       |        |
| 9         | Eşref Apak             | Turquia        | 73,38 m      | 73.38   | 71.99   | x       |        |
| 10        | Igors Sokolovs         | Letônia        | 72,95 m      | 71.90   | 71.64   | 72.95   |        |
| 11        | Marcel Lomnický        | Eslováquia     | 72,68 m      | 72.68   | 71.44   | 72.16   |        |
| 12        | Valeriy Sviatokha      | Bielorrússia   | 71,58 m      | x       | x       | 71.58   |        |
| 13        | Eivind Henriksen       | Noruega        | 71,27 m      | 68.24   | 71.27   | 70.02   |        |
| 14        | András Haklits         | Croácia        | 70,93 m      | x       | 70.93   | x       |        |
| 15        | Dzmitriy Marshi        | Azerbaijão     | 70,04 m      | 70.04   | 68.94   | 68.99   |        |
| 16        | Lee Yun-chul           | Coreia do Sul  | 68,98 m (SB) | x       | 67.14   | 68.98   |        |
| 17        | Mostafa Al-Gamel       | Egito          | 68,38 m      | x       | 64.17   | 68.38   |        |
| 18        | Kaveh Sadegh Mousavi   | Irão           | 68,01 m      | x       | 68.01   | x       |        |

| Colocação | Atleta             | Nacionalidade  | Distância | Testes  | Testes  | Testes  | Testes |
|           |                    |                |           | Teste 1 | Teste 2 | Teste 3 |        |
| --------- | ------------------ | -------------- | --------- | ------- | ------- | ------- | ------ |
| 1         | Pavel Kryvitski    | Bielorrússia   | 78,16 m   | x       | 76.80   | 78.16   |        |
| 2         | Markus Esser       | Alemanha       | 77,60 m   | 77.60   |         |         |        |
| 3         | Yuriy Shayunou     | Bielorrússia   | 76,74 m   | 76.74   | 76.63   | 76.07   |        |
| 4         | Nicola Vizzoni     | Itália         | 76,74 m   | 75.41   | 76.30   | 76.74   |        |
| 5         | Primož Kozmus      | Eslovênia      | 76,54 m   | 76.21   | 76.54   | 76.44   |        |
| 6         | Paweł Fajdek       | Polónia        | 76,10 m   | 75.83   | 76.10   | 75.66   |        |
| 7         | Sergej Litvinov    | Rússia         | 74,80 m   | 74.80   | x       | 73.11   |        |
| 8         | Kristóf Németh     | Hungria        | 74,09 m   | 73.36   | 74.09   | 73.87   |        |
| 9         | Oleksiy Sokyrskyy  | Ucrânia        | 73,81 m   | x       | x       | 73.81   |        |
| 10        | James Steacy       | Canadá         | 73,32 m   | 73.32   | 71.74   | x       |        |
| 11        | Libor Charfreitag  | Eslováquia     | 72,20 m   | x       | 71.87   | 72.20   |        |
| 12        | Michael Mai        | Estados Unidos | 69,96 m   | 68.35   | x       | 69.96   |        |
| 13        | Fatih Eryildirim   | Turquia        | 69,37 m   | x       | 69.37   | 69.04   |        |
| 14        | Mattias Jons       | Suécia         | 67,93 m   | 67.93   | x       | x       |        |
| 15        | Javier Cienfuegos  | Espanha        | 67,49 m   | x       | 66.78   | 67.49   |        |
| 15        | Juan Ignacio Cerra | Argentina      | 64,27 m   | 63.04   | x       | 64.27   |        |
| 15        | Amanmurad Hommadov | Turquemenistão | 62,97 m   | 61.31   | 59.94   | 62.97   |        |

### Final
A final foi iniciada as 19:10 
| Colocação         | Atleta                 | Nacionalidade | Teste 1 | Teste 2 | Teste 3 | Teste 4 | Teste 5 | Teste 6 | Resultado | Notas |
| ----------------- | ---------------------- | ------------- | ------- | ------- | ------- | ------- | ------- | ------- | --------- | ----- |
| Medalha de ouro   | Kōji Murofushi         | Japão         | 79,72   | 81,03   | 81,24   | 79,42   | 81,24   | 80,83   | 81,24     | SB    |
| Medalha de prata  | Krisztián Pars         | Hungria       | 77,26   | 78,84   | 79,14   | 79,97   | 60,34   | 81,18   | 81,18     | SB    |
| Medalha de bronze | Primož Kozmus          | Eslovênia     | 77,50   | 79,39   | 78,93   | x       | 76,01   |         | 79,39     | SB    |
| 4                 | Markus Esser           | Alemanha      | x       | 78,56   | 76,71   | 75,01   | 79,12   | 77,88   | 79,12     |       |
| 5                 | Pavel Kryvitski        | Bielorrússia  | 73,98   | 78,24   | 78,53   | x       | 77,35   | x       | 78,53     |       |
| 6                 | Kirill Ikonnikov       | Rússia        | x       | x       | 77,22   | x       | 78,37   | 78,12   | 78,37     |       |
| 7                 | Szymon Ziółkowski      | Polónia       | 75,04   | 77,64   | 76,76   | x       | 74,99   | 75,10   | 77,64     |       |
| 8                 | Nicola Vizzoni         | Itália        | 77,04   | 76,31   | 76,94   | 76,01   | 75,82   | x       | 77,04     |       |
| 9                 | Olli-Pekka Karjalainen | Finlândia     | 75,38   | 76,60   | 71,34   |         |         |         | 76,60     | SB    |
| 10                | Dilshod Nazarov        | Tajiquistão   | 75,05   | 74,34   | 76,58   |         |         |         | 76,58     |       |
| 11                | Paweł Fajdek           | Polónia       | 74,86   | x       | 75,20   |         |         |         | 75,20     |       |
|                   | Yury Shayunou          | Bielorrússia  | x       | x       | x       |         |         |         | NM        |       |

Legenda
| Recorde mundial       | Recorde mundial (World record)               |                       | Recorde africano                      | Recorde africano (African) |                                           | Q | Classificado por posição (Qualified) |
| Recorde do campeonato | Recorde do campeonato (Championship record)  | Recorde da América    | Recorde da América (Americas)         | q                          | Classificado por melhor tempo (Qualified) |   |                                      |
| Melhor marca do ano   | Melhor marca do ano (World leading)          | Recorde asiático      | Recorde asiático (Asian)              | DNS                        | Não largou (Did not start)                |   |                                      |
| Recorde nacional      | Recorde nacional (National record)           | Recorde europeu       | Recorde europeu (European)            | DNF                        | Não terminou (Did not finish)             |   |                                      |
| Recorde pessoal       | Recorde pessoal do atleta (Personal best)    | Recorde da Oceania    | Recorde da Oceania (Oceania)          | DSQ / DQ                   | Desclassificado (Disqualified)            |   |                                      |
| Recorde da temporada  | Recorde da temporada do atleta (Season best) | Recorde sul-americano | Recorde sul-americano (South America) | NM                         | Sem marca (No mark)                       |   |                                      |